# Никола Ивановић (новинар)
Никола Ивановић (Даниловград, 1. децембар 1934) је дугогодишњи новинар и аутор из Црне Горе. Његова четрдесетогодишња новинарска каријера протегла се од Сарајева, Подгорице и Београда до САД. Преживео је четири тоталитарна режима - Хитлеров, Мусолинијев, Стаљинов и Титов. Током свог живота, Ивановић је живео у четири различите државе, а да се није ни преселио из родне куће, доживевши промене у политичким системима - од Краљевине Југославије, преко комунистичке републике, до Савезне Републике Југославије, Државне заједнице Србије и Црне Горе и на крају, независне Црне Горе.
У својој дугој новинарској каријери, држао се увек начела - новинар никад не сме бити кукавица, чврсто верујући да је храброст у новинарској делатности - питање морала.

## Образовање
Ивановић је завршио студије на Педагошкој академији у Сарајеву, а затим наставио студије филозофије у истом граду. По образовању је наставник српског језика и књижевности, опште и националне историје, као и професор филозофије.

## Новинарска каријера
Након завршетка студија, Никола Ивановић је своју новинарску каријеру започео у Сарајевским новинама и "Ослобођењу", где су се појавили његови први текстови. Његова каријера је потом настављена у НИП "Ослобођењу", где је прво радио као коректор, а потом као новинар - уредник у Малим новинама. Овај лист је у то време био један од најтиражнијих у Југославији, са 550.000 штампаних примерака.
Ивановићев мали уређивачки тим је 1966. године добио престижну Шестоаприлску награду града Сарајева за успешан пројекат повећања тиража "Малих новина". Ова награда је била признање за његов новинарски рад и допринос развоју новинарства у Југославији.
Током своје дугогодишње новинарске каријере, Ивановић је такође сарађивао са бројним листовима и недељницима, укључујући НИН, Политику, Дугу, Побједу, Радио Црне Горе, љубљански "Телекс", часопис "Новинарство", гласило Југословенског института за новинарство.
Након што је провео 24 године у Сарајеву, Ивановић се 1976. године вратио у Црну Гору на позив из Титограда (данашње Подгорице). Од 1976. до 1991. године радио је у Извршном вијећу (Влади) Црне Горе. Током овог периода, обављао је различите информативне послове, укључујући и позицију помоћника секретара за информације, шефа кабинета председника Владе и републичког секретара за информације.
Рад у Влади донео је константне тензије, вечити сукоб, између новинара и државног функционера – онога који повремено нешто „открива” и истог, који нешто стално „скрива”. Управо због тог двојства у себи, где је предност увек давао новинарству, Ивановић је два пута губио посао, све време остајући ванстраначке оријентације.
Током своје каријере Ивановић се суочио са бројним политичким притисцима. Његова истраживања о почецима рада прве државне краткоталасне станице, Радио Југославије, донела су му велике невоље и изолацију од стране тадашњих комунистичких власти. Открио је да је ту станицу основао др Милан Стојадиновић, председник Владе Краљевине Југославије, а не Вељко Влаховић, што је био званични став комунистичких историчара. Овај обиман истраживачки рад, уз цитирање више од 30 докумената, објавила је Политика, половином марта 1997, у десетак наставака.
Док је био директор Радио Југославије (1994 - 1998) суочио се са покушајима да се уведе цензура, посебно током масовних демонстрација 1997 - 98, због изборне крађе у Србији. Ови догађаји су га навеле да јавно критикује покушаје гушења слободе медија.
Са функције директора Радио Југославије смењен је 1998. године, док је био на годишњем одмору код породице у Милвокију (САД). Сели се у Сједињене Америчке Државе, где је наставио да се бави новинарством и писањем. Написао је три књиге о балканским конфликтима, које је откупила и Национална библиотека Универзитета у Медисону. Због свог доприноса новинарству и књижевности, Ивановић је уврштен у престижну Маркусову едицију за 2014. годину.
Иако је његова каријера била обележена бројним изазовима, Ивановић је остао посвећен новинарству и писању, показавши велику издржљивост и неуморну посвећеност новинарству и слободи медија. Његов рад је оставио значајан траг у новинарству на Балкану, а његове књиге и чланци настављају да утичу на разумијевање политичке историје региона.
Тренутно живи у Сједињеним Америчке Државама.

## Дела
Ивановић је аутор пет књига из сфере политичке публицистике и већег броја мини студија. Његове књиге су:
- Речено или прећутано (1993)
- Скупа власт јефтина држава (2000)
- Власт и држава (2002)
- Милован Ђилас, између политике и завичаја (2011)[1]
- Бјекство од себе - књига о времену (2015)
- Зборник савренене српске родољубиве приче, приредио Сима Саве Мраовић (2018)

Ивановићева прва књига „Речено или прећутано” (1993), скуп је интервјуа са бројним истакнутим актерима из политичке и верске сфере, као што су  Милован Ђилас, војвода Момчило Ђујић, Добрица Ћосић, Александар Карађорђевић, Патријарх српски Павле, Јефто Павић и Митрополит цариградски Пантелејмон.

## Награде
Никола Ивановић је добитник Шестоаприлске награде града Сарајева из 1966. године, као и годишње награде Удружења новинара Црне Горе из 1983. године. Био је одликован Орденом рада са сребрним венцем за допринос обнови Црне Горе након катастрофалног земљотреса 1979. године. Такође, добитник је Плакете Југословенског института за новинарство из 1989. године "За унапређење теорије и праксе југословенског новинарства".